# Suspense (anthologie)
Pour les articles homonymes, voir Suspense (homonymie).
Suspense est le titre d'une collection de téléfilms américains utilisé en France, diffusés entre février 1974 et juin 1974 sur la première chaîne de l'ORTF. Rediffusion en 1975 dans Samedi est à vous sur TF1. Certains téléfilms seront rediffusés sur d'autres chaînes, sans aucune référence à la case créée par l'ORTF.

## Origines
Suspense est une création des programmateurs français qui ont réuni sous cette étiquette un ensemble de téléfilms américains. Cette collection est une anthologie de téléfilms policiers, de guerre, mélodrame, et suspense. Chaque épisode est en réalité un téléfilm produit entre 1971 et 1973. Onze d'entre eux sont produits par Aaron Spelling pour le réseau ABC.

## Distribution
Plusieurs vedettes des grands films hollywoodiens y apparaissent: Ernest Borgnine, Walter Brennan, Eleanor Parker, Van Heflin, Jack Elam, Myrna Loy, Jane Powell, Ida Lupino, Barbara Stanwyck, Ann Sothern, Eli Wallach, Julie Adams...

## Téléfilms
1. Le Chasseur de primes, diffusé le 22 février 1974[2] sur ORTF1
2. Terreur sur la montagne, diffusé le 15 mars 1974[2] sur ORTF1
3. La Poursuite (The Trackers), diffusé le 22 mars 1974[2] sur ORTF1
4. Sans issue, diffusé le 29 mars 1974[2] sur ORTF1
5. If Tomorrow Comes, diffusé le 12 avril 1974[2] sur ORTF1
6. Two for the Money, diffusé le 19 avril 1974[2] sur ORTF1
7. La Dernière Chance (The Last Child), diffusé le 26 avril 1974[2] sur ORTF1
8. Né de père méconnu (Congratulations, It's a Boy!), diffusé le 3 mai 1974[3] sur ORTF1
9. Réveillon en famille, diffusé le 10 mai 1974[2] sur ORTF1
10. Cœur solitaire n° 555, diffusé le 17 mai 1974[3] sur ORTF1
11. Les Filles de Joshua Cabe (The Daughters of Joshua Cabe), diffusé le 24 mai 1974[3] sur ORTF1
12. Une bonne plaisanterie, diffusé le 31 mai 1974[3] sur ORTF1
13. Les Lettres, diffusé le 7 juin 1974[3] sur ORTF1
14. L'accusé mène l'enquête, diffusé le 21 juin 1974[3] sur ORTF1
15. Alerte sur le Wayne, diffusé le 28 juin 1974[3] sur ORTF1